# Ostend Challenger 1999
L'Ostend Challenger 1999 è stato un torneo di tennis facente parte della categoria ATP Challenger Series nell'ambito dell'ATP Challenger Series 1999. Il torneo si è giocato a Ostenda in Belgio dal 5 all'11 luglio 1999 su campi in terra rossa.

## Vincitori

### Singolare
Olivier Malcor ha battuto in finale  Álex López Morón con il punteggio di 6–3, 6–1

### Doppio
Marcos Ondruska /  Steven Randjelovic hanno battuto in finale  Xavier Malisse /  Wim Neefs con il punteggio di 6–2, 6–4